# Iglesia de San Antonio de Padua (Hanói)
La Iglesia de San Antonio de Padua o bien la Iglesia de Ham Long (en vietnamita: Nhà thờ Hàm Long) es una iglesia católica en el distrito central de Hoan Kiem de Hanói, Vietnam. La iglesia fue construida a finales del siglo XIX cerca de una vieja calle con el nombre Hàm Long del cual la Iglesia tomo su nombre. Hoy en día, la iglesia de San Antonio de Padua es una de los tres principales iglesias de Hanói, junto con la Iglesia de Cua Bac y de la catedral de San José.
A finales del siglo XIX, una iglesia católica fue erigida cerca de la calle Doudart de Lagrée en Hanói. Esta es una histórica calle del casco antiguo de Hanói con el nombre anterior Hàm long, por lo que la iglesia se conoce más comúnmente como el nombre de la calle. La iglesia actual fue construida en 1934 en base al diseño de un arquitecto vietnamita, en el momento de la administración francesa. En esta calle también hay una pagoda budista del mismo nombre, pero cuya historia data del siglo XI.